# A katalán nyelv értelmező szótára
A Diccionari General de la Llengua Catalana (DGLC) a katalán nyelv Pompeu Fabra által szerkesztett értelmező szótára, amelyet először 1931-ben füzetekben, majd 1932-ben bekötve adtak ki. A katalán nyelv normatív szótáraként funkcionált 63 éven keresztül, egészen 1995-ig, amikor megjelent a Katalán Tudományos Akadémia (Institut d’Estudis Catalans, IEC) szótárának (Diccionari de la llengua catalana) első kiadása.

## Történet
Az Institut d’Estudis Catalans a katalán szókincs hivatalos gyűjteményének az elkészítését tűzte ki célul, és e cél megvalósításával egy kisebb csoportot bízott meg Pompeu Fabra vezetésével. Fabra korábban már publikált egy helyesírási szótárat (Diccionari ortogràfic, 1917), amely az IEC normatívájára és számos, a katalán nyelvet szabályozó könyvre épült.
Primo de Rivera diktatúrája idején (1923–30) Fabra hat évet szentelt a szótár megszerkesztésének. Könyv formájában 1932. november 30-án jelent meg. Kiadója a Llibreria Catalònia, személy szerint pedig Antoni López Llausàs volt.
1939. február 4-én, a katalán nyelv elhallgattatásának a jegyében, Franco tábornok fasiszta serege megsemmisítette a szótár eredeti nyomólemezeit és a raktáron lévő kinyomtatott példányokat.
A második, cenzúrázott kiadás Fabra halála után, 1954-ben jelent meg. A könyv 1994-ig 32 különböző kiadást ért meg.

## Leírás
Fabra szigorúan tudományos módszert alkalmazott, amellyel elérte kortársai elismerését. Ebben a szellemben utasította el a kevéssé elterjedt nyelvjárási elemeket és a már nem használatos archaizmusokat.
Ami a forrásokat illeti, Fabra szavait idézzük: „A szerkesztésben segítségünkre volt számos katalán és más nyelvű szótár, főként a Spanyol Királyi Akadémia (RAE) szótára, valamint Hatzfeld és Darmesteter, illetve Webster szótárai. Szem előtt tartottunk emellett már kiadott lexikográfiai gyűjteményeket (Diccionari Aguiló, Butlletí de Dialectologia Catalana stb.) és az IEC szótárszerkesztőségében (Oficines lexicogràfiques) fellelhetőeket, köztük a M. de Montoliu és Carles Riba által összeállítottakat, valamint Pius Font i Quer és Miquel de Garganta i Fàbrega botanikai feljegyzéseit. Számos konzultációra is sor került szakemberek bevonásával, és azokban az esetekben, amikor kétségek merültek fel egy szó pontos jelentését vagy meghatározásának helyességét illetően, az IEC Filológiai Osztálya (Secció Filològica) vizsgálta meg a kérdést, elkerülve így pontatlan definíciók megjelenését.” (Idézet az első kiadás előszavából, VII. old.)
A DGLC (vagy csak „a Fabra”, ahogy sokan ismerték) elérte a helyesírás egységesítését, a szókincs megtisztítását, a nyelvtan rögzítését és új szavak bevezetését.

## Fordítás
- Ez a szócikk részben vagy egészben  a   Diccionari General de la Llengua Catalana című katalán Wikipédia-szócikk fordításán alapul.  Az eredeti cikk szerkesztőit annak laptörténete sorolja fel. Ez a jelzés csupán a megfogalmazás eredetét és a szerzői jogokat jelzi, nem szolgál a cikkben szereplő információk forrásmegjelöléseként.